# Call of Duty: Vanguard
Call of Duty: Vanguard (с англ. — «Зов долга: Передовая») — компьютерная игра в жанре шутера от первого лица, восемнадцатая в серии Call of Duty. Релиз игры состоялся 5 ноября 2021 года для Windows, PlayStation 4, PlayStation 5, Xbox One и Xbox Series X/S.

## Игровой процесс

### Кампания
Сюжет Call of Duty: Vanguard разворачивается во время Второй мировой войны. В игре представлены четыре театра военных действий: Западный фронт во Франции, Восточный фронт в Сталинграде, Тихоокеанский театр и военная кампания в Северной Африке.

### Мультиплеер
На старте игры доступно 20 карт: 16 для классического формата 6 на 6 и 4 для режима Champion’s Hill. С выходом 1 сезона контент из Vanguard будет интегрирован в Call of Duty: Warzone.

### Зомби
За разработку зомби-режима отвечала студия Treyarch. Действия режима происходит незадолго до событий карты Die Maschine из Call of Duty: Black Ops Cold War.

## Сюжет

### Пролог
1945 год. На фоне продвижения сил Антигитлеровской коалиции по Германии международная разведгруппа оперативников «Авангард» проникает на немецкий поезд, доставляющий технику Вермахта в Гамбургский порт для переправки в неизвестное убежище. Группа оперативников даёт бой нацистам, разыскивая свою главную цель — унтерштурмфюрера Германа Фрайзингера. Большая часть отряда занимается саботажем отправки техники и личного состава, пока один из её членов — Уэйд Джексон — ищет самолёт для эвакуации отряда. Оперативники выводят из строя подлодку, на которой должен был эвакуироваться сам Фрайзингер, когда на её борту происходит взрыв, от которого все они теряют сознание. Бойцы приходят в себя уже в плену у нацистов, а их допрос возглавляет лично Фрайзингер. Кингсли — командир отряда — хамит Фрайзингеру, и тот в отместку жестоко убивает одного из членов отряда — Новака. Всех оперативников, кроме Уэйда (чьё местонахождение неизвестно), доставляют в штаб Гестапо в Берлине.
Фрайзингер понимает, что целью отряда был он сам, хотя и старался своими действиями не привлекать внимания иностранной разведки, поэтому расследовать их деятельность поручает своему заместителю — гауптштурмфюреру Янику Рихтеру. Сам же Рихтер поочерёдно допрашивает всех пленных членов отряда, кроме Уэбба, расстрелянного им же за отказ пленных сотрудничать с ним. По ходу повествования Гестапо ловит и доставляет на допрос пленённого Уэйда, которого Рихтер тоже допрашивает, составляя общую картину ситуации.

### История Кингсли
Первым Рихтер допрашивает командира отряда — Артура Кингсли, британского десантника. Кингсли рассказывает Рихтеру о своём боевом крещении во время операции «Тонга», во время которой познакомился с Уэббом и был завербован УСО в спецотряд для устранения Фрайзингера. Рихтер приходит к выводу, что операцию организовало Британское командование, но не улавливает их связи с остальными ведомствами Коалиции, поэтому продолжает допрос. Кингсли обещает Рихтеру жестоко отомстить за убийство Уэбба.

### История Полины
Следующей на очереди оказывается Полина Петрова — лейтенант Советской армии, снайпер в отряде Кингсли и народная героиня Сталинграда по прозвищу «Леди Соловей». В своём рассказе Полина поясняет, что начинала службу в армии в августе 1942-го как медсестра-доброволец в Сталинградском полевом госпитале ещё до того, как в город пришла армия Вермахта. Однако после первой атаки от рук нацистов погибает её отец — отставной советский снайпер. Вооружившись его памятной винтовкой, Полина спасает от нацистов своего брата — Михаила — и воодушевляет разрозненные силы красноармейцев оказать захватчикам отпор до прибытия основных сил.
Январь 1943-го. Полина, ставшая народной героиней Сталинградского гарнизона, вместе с Михаилом пытаются выследить и убить оберстгруппенфюрера Лео Штайнера — высокопоставленного полевого офицера Рейха, убившего их отца. Они выслеживают Лео, но попытка убийства срывается, и на их с братом позицию обрушиваются крупные пехотные соединения нацистов. Прикрывая сестру, Михаил жертвует собой. Полина в одиночку добирается до ставки Штайнера и, перебив всю его охрану, загоняет его самого в угол. Штайнер пытается откупиться от неё, выдав имя Фрайзингера как ведущего инициатора атаки на Сталинград, но Полина всё же убивает его, пообещав разобраться и с его начальством.

### История Уэйда
После поимки «недостающего элемента мозаики», Рихтер приступает к допросу Уэйда Джексона — пилота ВМФ США, участвовавшего в битве с японцами при Мидуэйе. Год спустя, в 1943-м, самолёт Уэйда и его бортмеханика Матео Эрнандес был сбит японцами над Бугенвилем. Выживая в джунглях, Уэйд и Матео пытаются выбраться с острова, но оказались пойманы японцами. От казни обоих спасает подкрепление в лице сержанта Букера и его 93-й пехотной дивизии. Заручившись помощью пилотов, люди Букера штурмуют укреплённый холм на острове и захватывают аэродром, с которого Уэйд и Матео угоняют трофейный A6M Zero, с помощью которого уничтожают вторую позицию японцев и окончательно изгоняют их с острова.

### История Лукаса
Очередь допроса переходит к последнему члену отряда — Лукасу Риггсу, подрывнику из 20-й пехотной бригады Австралийского экспедиционного корпуса, расквартированного под Тобруком. В 1941-м под командованием майора Хэммса их отряд организовывает засаду на танковую колонну нацистов, но из-за некомпетентности самого Хэммса операция оказывается под угрозой срыва: небольшому отряду немцев удаётся выбраться из засады и отступить. Преследуя их, Лукас и его напарник Дэс Вилмот раскрывают местонахождение перевалочной базы Вермахта в пустыне. С большим трудом их отряду удаётся вывести базу из строя, но Лукас и Дэс получают выговор от Хэммса за самовольные действия. Полтора года спустя, в 1942-м, крупная танковая колонна британцев попадает в немецкую засаду под Эль-Аламейном. Лукас и Дэс поочерёдно выводят из строя нацистскую миномётную батарею и укрепления с зенитками, но сами оказываются прижаты приближающимся подкреплением Вермахта. Прибывшая вовремя авиация уничтожает немецкие танки, однако Дэс умирает от полученных ран, а его с Лукасом подвиг Хэммс приписывает себе. Лукас публично избивает Хэммса, из-за чего оказывается арестован за нарушение субординации.

### Эпилог
На фоне новостей о самоубийстве Гитлера и повышенной секретности операций Фрайзингера, Рихтер приходит к выводу, что Фрайзингер задумал осуществить мятеж и выйти из-под командования Вермахта, чтобы сбежать из Германии и оставить своё бывшее командование на растерзание Коалиции. Рихтер решает действовать на опережение и освободить пленных разведчиков, чтобы гарантировать себе амнистию, однако его убивает Кингсли, таким образом сдержав своё обещание. Вооружившись, отряд преследует Фрайзингера по всему Берлину в разгар его штурма советскими войсками и настигает его на аэродроме, где тот пытается угнать самолёт с уже загруженными на него секретными файлами Вермахта. Кингсли и Полина убивают Фрайзингера и вместе с Уэйдом и Лукасом угоняют его самолёт, намереваясь передать выкраденные файлы британскому командованию. Однако, Кингсли намекает, что их работа ещё не закончена.

## Оценки и награды
| Сводный рейтинг       | Сводный рейтинг | Сводный рейтинг | Сводный рейтинг   | Сводный рейтинг | Сводный рейтинг |
| Издание               | Оценка          | Оценка          | Оценка            | Оценка          | Оценка          |
| Издание               | PC              | PS4             | PS5               | Xbox One        | Xbox Series X/S |
| --------------------- | --------------- | --------------- | ----------------- | --------------- | --------------- |
| Metacritic            | 72/100          | N/A             | 73/100            | N/A             | 74/100          |
| Иноязычные издания    |                 |                 |                   |                 |                 |
| Издание               | Оценка          | Оценка          | Оценка            | Оценка          | Оценка          |
| Издание               | PC              | PS4             | PS5               | Xbox One        | Xbox Series X/S |
| Destructoid           | N/A             | 8,5             | N/A               | N/A             | N/A             |
| Game Informer         | 8/10            | N/A             | N/A               | N/A             | N/A             |
| GameRevolution        | 6/10            | N/A             | N/A               | N/A             | N/A             |
| GameSpot              | N/A             | N/A             | 7/10              | N/A             | N/A             |
| GamesRadar+           | N/A             | N/A             | [ 11 ]            | N/A             | N/A             |
| GameStar              | 82/100          | N/A             | N/A               | N/A             | N/A             |
| IGN                   | N/A             | N/A             | SP: 7/10 MP: 7/10 | N/A             | N/A             |
| Jeuxvideo.com         | N/A             | N/A             | 14/20             | N/A             | N/A             |
| PC Gamer (US)         | 60/100          | N/A             | N/A               | N/A             | N/A             |
| The Guardian          | [ 17 ]          | N/A             | N/A               | N/A             | N/A             |
| VG247                 | [ 18 ]          | N/A             | N/A               | N/A             | N/A             |
| XboxAddict            | N/A             | N/A             | N/A               | N/A             | 85 %            |
| Forbes                | 9/10            | N/A             | N/A               | N/A             | N/A             |
| Русскоязычные издания |                 |                 |                   |                 |                 |
| Издание               | Оценка          | Оценка          | Оценка            | Оценка          | Оценка          |
| Издание               | PC              | PS4             | PS5               | Xbox One        | Xbox Series X/S |
| Riot Pixels           | 63 %            | N/A             | N/A               | N/A             | N/A             |

### Оценки
Call of Duty: Vanguard получила «смешанные отзывы» от критиков на платформах ПК, PlayStation 5 и Xbox Series X/S, согласно сайту-агрегатору Metacritic.

### Награды
| Год  | Награда                       | Категория                                                  | Результат | Ист.          |
| ---- | ----------------------------- | ---------------------------------------------------------- | --------- | ------------- |
| 2022 | Visual Effects Society Awards | Выдающиеся визуальные эффекты в проекте в реальном времени | Победа    | [ 22 ] [ 23 ] |
| 2022 | D.I.C.E. Awards               | Онлайн-игра года                                           | Номинация | [ 24 ]        |
| 2022 | D.I.C.E. Awards               | Выдающееся достижение в области анимации                   | Номинация | [ 24 ]        |
| 2022 | D.I.C.E. Awards               | Выдающееся достижение в художественном оформлении          | Номинация | [ 24 ]        |
| 2022 | British Academy Games Awards  | Лучшая анимация                                            | Номинация | [ 25 ] [ 26 ] |
| 2022 | British Academy Games Awards  | Награда за достижения в области звука                      | Номинация | [ 25 ] [ 26 ] |
| 2022 | British Academy Games Awards  | Лучший мультиплеер                                         | Номинация | [ 25 ] [ 26 ] |
| 2022 | British Academy Games Awards  | Лучший исполнитель роли второго плана (Лора Бэйли)         | Номинация | [ 25 ] [ 26 ] |
| 2023 | Grammy Awards                 | Лучший саундтрек к видеоиграм и другим интерактивным медиа | Номинация | [ 27 ]        |